# Flash (seriál)
Flash (v anglickém originále The Flash) je americký akční televizní seriál, natočený na motivy komiksů o Flashovi vydavatelství DC Comics. Vznikl jako spin-off seriálu Arrow, přičemž se odehrává ve stejném fikčním světě. Autory seriálu jsou Greg Berlanti, Andrew Kreisberg a Geoff Johns, kteří se podíleli i na Arrowovi. V titulní roli Flashe, superhrdiny schopného vyvinout extrémní rychlost a bojujícího proti zločincům a ostatním osobám s nadlidskými schopnostmi ve městě Central City, se představil Grant Gustin. Seriál je premiérově vysílán od 7. října 2014 na stanici The CW, od té doby vzniklo celkem sedm řad se 151 díly. V televizní sezóně 2021/2022 je vysílána osmá řada.

## Příběh
Děj seriálu se točí kolem postavy policejního forenzního analytika Barryho Allena, který je při explozi urychlovače částic zasažen bleskem a probudí se z kómatu s nadpřirozenou schopností rychlého pohybu a regenerace. S pomocí vědce Harrisona Wellse a jeho kolegů začne jako maskovaný superhrdina Flash pomáhat chránit město Central City nejen před běžnými zločinci, ale také před jedinci, kteří začali po výbuchu urychlovače rovněž zjišťovat, že disponují nejrůznějšími nadlidskými schopnostmi a stali se tzv. metalidmi. Allen také dlouhodobě pátrá po skutečném vrahovi své matky, Reverse-Flashovi, a chce očistit svého otce, který za tento čin sedí ve vězení.
Události konce první řady otevřely průchody do paralelního vesmíru, odkud se na Zemi dostane záhadný a téměř neporazitelný Zoom, jenž je hlavním protivníkem druhé sezóny. Dokáže totiž vyvinout ještě větší nadlidskou rychlost, než má Flash. 
Ve třetí řadě seriálu se Barry Allen musí vypořádat s následky  Flashpointu, světa, který stvořil, když na konci minulé série cestoval zpět v čase. Postaví se proti němu Alchemy, za nitky však netahá nikdo jiný než bůh rychlosti Savitar. 
Na konci třetí série musel Barry odejít do Spped Force. Při jeho návratu byli stvořeni noví metalidé, figurky v šachové partii Clifforda DeVoa, Thinkera, který chce napravit lidstvo. 
Při finálním souboji s Thinkerem Barrymu pomohla jeho dcera Nora, nový člen týmu Flash. Při zničení Thinkerova satelitu byly však stvořeny meta-zbraně. Jednou z nich je i dýka sériového vraha Cicady, díky níž má možnost se pomstít všem metalidem. 
V šesté řadě se Flashův tým utká mimo jiné s doktorem Ramseyem Rossoem, který používá temnou hmotu, aby vyléčil svou rakovinu. Stane se z něj však monstrum terorizující celé Central city. Velká část série se věnuje konfliktu s kvantovou inženýrkou Evou McCulloch, Mirror Monarch, která je uvězněna v zrcadlovém světě, toužíc zabít svého manžela.
V sedmé sérii se po vypořádání se s Mirror Monarch musí tým Flash postavit samotným silám přírody, hlavně samotnému Speed Force. Na konci série je Central City ohrožováno Godspeedem, který přicestoval z budoucnosti.  
V osmé sérii se setkáme s Deathstormem, rádoby starým známým, který si přišel pro svou nevěstu. Finální části série se věnují sporu s Negative Forces, které nespojí síly s nikým jiným, než s Barryho nemesis Reverse Flashem.
První část poslední série řeší souboj s Red Death, verzí Batwoman. Později se také vrací Bloodwork  

## Obsazení
- Grant Gustin (český dabing: Filip Tomsa) jako Barry Allen / Flash
- Candice Patton (český dabing: Vendula Příhodová) jako Iris Westová
- Danielle Panabaker (český dabing: Terezie Taberyová) jako doktorka Caitlin Snowová / Killer Frost / Frost
- Rick Cosnett (český dabing: Pavel Dytrt) jako detektiv Eddie Thawne (1. řada, jako host ve 2. a 3. řadě)
- Carlos Valdes (český dabing: Ondřej Havel) jako Cisco Ramon / Vibe / Mecha-Vibe
- Tom Cavanagh (český dabing: Dalibor Gondík [1. řada], Filip Jančík [1.–2. řada]) jako Harrison Wells
- Jesse L. Martin (český dabing: Martin Preiss) jako detektiv Joe West
- Keiynan Lonsdale (český dabing: Jiří Köhler) jako Wally West / Kid Flash (2.–4. řada, jako host v 5. a 6. řadě)
- Neil Sandilands jako Clifford DeVoe / Thinker (4. řada)
- Hartley Sawyer jako Ralph Dibny / Elongated Man (5.–6. řada, jako host ve 4. řadě)
- Danielle Nicolet jako Cecile Horton (5.–7. řada, jako host v 1., 3. a 4. řadě)
- Jessica Parker Kennedy jako Nora West-Allen / XS (5. řada, jako host ve 4. a 7. řadě)
- Chris Klein jako Orlin Dwyer / Cicada (5. řada)
- LaMonica Garrett jako Mar Novu / Monitor (6. řada, jako host v 5. řadě)
- Efrat Dor jako Eva McCulloch (6.–7. řada)
- Kayla Compton jako Allegra Garcia (7. řada, jako host v 6. řadě)
- Brandon McKnight jako Chester P. Runk (7. řada, jako host v 6. řadě)

## Vysílání
| Řada | Díly | Premiéra v USA     | Premiéra v USA    | Premiéra v ČR  | Premiéra v ČR     |
| Řada | Díly | První díl          | Poslední díl      | První díl      | Poslední díl      |
| ---- | ---- | ------------------ | ----------------- | -------------- | ----------------- |
| 1    | 23   | 7. října 2014      | 19. května 2015   | 31. srpna 2020 | 20. října 2020    |
| 2    | 23   | 6. října 2015      | 24. května 2016   | 21. října 2020 | 14. prosince 2020 |
| 3    | 23   | 4. října 2016      | 23. května 2017   | bude oznámeno  | bude oznámeno     |
| 4    | 23   | 10. října 2017     | 22. května 2018   | bude oznámeno  | bude oznámeno     |
| 5    | 22   | 9. října 2018      | 14. května 2019   | bude oznámeno  | bude oznámeno     |
| 6    | 19   | 8. října 2019      | 12. května 2020   | bude oznámeno  | bude oznámeno     |
| 7    | 18   | 2. března 2021     | 20. července 2021 | bude oznámeno  | bude oznámeno     |
| 8    | 20   | 16. listopadu 2021 | 29. června 2022   | bude oznámeno  | bude oznámeno     |
| 9    | 13   | 8. února 2023      | 24. května 2023   | bude oznámeno  | bude oznámeno     |

Úvodní díl seriálu byl premiérově vysílán 7. října 2014 a stal se nejsledovanějším pořadem televize The CW. První díl druhé série měl premiéru 6. října 2015. Dne 11. března 2016 ohlásila stanice The CW objednání třetí řady seriálu, jejíž úvodní díl měl premiéru 4. října 2016. Čtvrtá série byla objednána 8. ledna 2017, její první díl byl odvysílán 10. října 2017. V dubnu 2018 byla oznámena pátá řada, která byla uvedena 9. října 2018. Dne 31. ledna 2019 bylo ohlášeno objednání šesté řady, jejíž vysílání bylo zahájeno 8. října 2019. Dne 7. ledna 2020 televize The CW uvedla, že objednává sedmou řadu seriálu, která měla premiéru v březnu 2021. K oznámení osmé série došlo v únoru 2021 a její úvodní díl byl odvysílán v listopadu 2021. Devátá řada byla potvrzena v březnu 2022.
V Česku byl první díl seriálu uveden 31. srpna 2020 na stanici Prima Cool.

## Ocenění
Seriál získal pozitivní ohlas od kritiků a získal cenu People's Choice Award v kategorii Nejlepší nové televizní drama v roce 2014.

## Související seriály
V letech 1990–1991 vznikl podle komiksů o Flashovi 22dílný seriál Blesk, ve kterém se v hlavní roli Barryho Allena objevil John Wesley Shipp. Ten si zahrál i v seriálu z roku 2014, kde ztvárnil Barryho otce Henryho Allena. Vrátili se i další herci: Amanda Pays si zopakovala postavu doktorky Tiny McGee, Mark Hamill se vrátil jako James Jesse / Trickster a Vito D'Ambrosio se opět představil v roli Anthonyho Bellowse.
Barry Allen ztvárněný Grantem Gustinem se poprvé objevil v druhé řadě seriálu Arrow – v jejím 8. díle nazvaném „Vědec“, který byl premiérově odvysílán 4. prosince 2013, a v následném 9. díle s názvem „Tři duchové“, uvedeném 11. prosince téhož roku. Allen přijel ze svého Central City do Starling City Olivera Queena (Stephen Amell), kde se odehrává seriál Arrow, aby se zde z osobní iniciativy zapojil do vyšetřování podivného vloupání, které provedl muž s nadpřirozenou silou, nadopovaný látkou jménem mirakuru. Najde zde zalíbení v Queenově asistentce Felicity Smoakové (Emily Bett Rickards) a v druhé části svého dvoudílného výstupu zachrání život samotnému Queenovi. Zároveň je také seznámen s jeho hrdinskou identitou Arrowa. Před koncem devátého dílu však odjede zpět do Central City a při nehodě urychlovače částic je sražen bleskem. V následujícím dílu už jen Smoaková při návratu z Central City uvede, že Allen zůstal v kómatu. Původně tvůrci zamýšleli uvést postavu Flashe také ve 20. dílu druhé série Arrowa, ale v listopadu 2013 bylo oznámeno, že místo toho bude mít nový plánovaný seriál samostatný plnohodnotný pilotní díl. Ve třetí a čtvrté řadě Arrowa Flash se svými spolupracovníky několikrát hostoval.
V létě 2015 měl na serveru CW Seed premiéru animovaný internetový seriál Vixen, který se odehrává ve stejném fikčním světě, tzv. Arrowverse, a ve kterém si Amell a Gustin zopakovali svoje role Olivera Queena / Arrowa a Barryho Allena / Flashe.
Po úspěchu seriálů Arrow i Flash objednala televize pro sezónu 2015/2016 další spin-off Legends of Tomorrow, ve kterém hlavní hrdinský tým tvoří různé vedlejší postavy z obou seriálů. V něm hostují i některé další postavy z Flashe.
Po dohodě mezi stanicemi CBS a The CW vznikl v roce 2016 crossoverový díl „Worlds Finest“ (18. epizoda první řady Supergirl), v němž se Flash díky své schopnosti cestovat napříč dimenzemi dostane i do paralelního světa, v němž žije Supergirl. Během třetí řady seriálu Flash proběhl na podzim 2016 crossover „Invasion!“ mezi třemi superhrdinskými seriály – Arrow, Flash a Legends of Tomorrow, ve kterém se představila i Supergirl (ta je od druhé řady vysílána na The CW). Na podzim 2017 uskutečnila stanice The CW čtyřdílný crossover „Crisis on Earth-X“ mezi všemi čtyřmi seriály a na podzim 2018 byl vysílán třídílný crossover „Elseworlds“ (bez Legends of Tomorrow). Crossover „Crisis on Infinite Earths“ z přelomu let 2019 a 2020 čítal pět dílů a zahrnoval kromě Arrowa, Flashe, Supergirl a Legends of Tomorrow také nový seriál Batwoman. Přičleněn byl i dosud samostatně odehrávající se seriál Black Lightning. Tento crossover zároveň posloužil pro celkový reboot příběhové kontinuity celého fikčního světa Arrowverse.
V animovaném webovém seriálu Freedom Fighters: The Ray na serveru CW Seed hostovali v prosinci 2017 také Carlos Valdes (Cisco / Vibe) a Danielle Panabaker (Caitlin). Naopak postava Raye, kterou ztvárnil Russell Tovey, jenž ji v animovaném seriálu namluvil, se objevila v crosssoverovém díle Flashe o několik dní dříve.
Na internetu byla v dubnu a květnu 2016 publikována propagační minisérie Chronicles of Cisco, sponzorovaná firmou AT&T. Ve čtyřech krátkých dílech si své role z Flashe zopakovali Carlos Valdes (Cisco) a Britne Oldford (Shawna Baez / Peek-a-Boo).